# Käthe Kluth
Käthe Kluth (* 24. Dezember 1899 in Stralsund als Käthe Ostwald; † 31. Mai 1985 in Greifswald) war eine deutsche Philologin und Anglistin. Sie war die erste Professorin an der Universität Greifswald.

## Leben
Käthe Kluth, Tochter eines Verwaltungsbeamten, legte 1920 in Stralsund ihr Abitur ab. Von 1921 bis 1926 studierte sie an den Universitäten Greifswald und Rostock Anglistik, Germanistik und Geschichte. 1926 bestand sie die Fachprüfung für das Lehramt an höheren Schulen und machte ein Referendariat in Stettin und Lauenburg i. Pom. Ihre Promotion erfolgte 1927 in Greifswald. Zwischen 1928 und 1945 arbeitete sie, zuletzt als Studienrätin, an der Oberschule in Pasewalk. Bis 1939 unternahm sie in den Ferien regelmäßig Sprachstudien in Großbritannien.
1945 zog sie zunächst nach Grimmen. Ab 1946 war sie Lektorin an der Universität Greifswald, wo sie am Wiederaufbau des Englischen Instituts nach dem Zweiten Weltkrieg wesentlichen Anteil hatte. 1952 wurde sie die erste Professorin an der Universität. Von 1952 bis 1952 und von 1954 bis 1956 war sie kommissarische Direktorin, ab 1956 dann Direktorin des Englischen Instituts. 1959 erhielt sie eine Professur mit vollem Lehrauftrag. 1962 wurde sie emeritiert.  Käthe Kluth war Mitglied des wissenschaftlichen Beirates beim Staatssekretariat für Hoch- und Fachschulen der DDR.

## Käthe-Kluth-Stipendium
Seit 2007 fördert die Universität Greifswald mit dem nach Käthe Kluth benannten Stipendium weibliche Nachwuchswissenschaftlerinnen, die sich bereits habilitiert haben oder bei denen aufgrund ihrer Leistungen damit zu rechnen ist. Ziel ist es, den Frauenanteil an den Professuren zu erhöhen.
Preisträgerinnen
- 2007: Heike Kahlert, Chemie
- 2008: Haike Antelmann, Mikrobiologie
- 2010: Chiara Piazzesi, Philosophie
- 2010: Nicola Neumann, Psychologie
- 2010: Tanja Pfeiffer, Botanik
- 2011: Nele Friedrich, Biomathematik/Medizin
- 2019: Rieke Trimcev, Politik und Kommunikationswissenschaften
- 2020: Paula Prenzel, Regionalentwicklung
- 2022: Marie-Luise Kromrey, Experimentelle Radiologie
- 2022: Tjorven Hinzke, Mikrobiologie

## Schriften
- Wieland im Urteil der vorklassischen Zeit. Dissertation, Grimmen 1927.
- Geschichte des Englischen Instituts. In: Festschrift zur 500-Jahrfeier der Universität Greifswald, 17.10.1956. Greifswald 1956.
- Zum Englandbild des jungen Schiller. In: Hans Jürgen Geerdts: Schiller und die Nation : eine Einführung in die Schiller-Ehrung 1959. 1960.
- Untersuchungen zu den im Muttersprachunterricht auf der Unterstufe erworbenen geistigen Fähigkeiten und deren Nutzung für den einsetzenden Russischunterricht. Rostock 1985.